# Quíone (filla de Bòreas)
Segons la mitologia grega, Quíone (en grec antic Χιονη, "neu") va ser una filla de Bòreas (de qui, de vegades, també es deia que era esposa), el vent del Nord (també considerat déu de l'hivern) i d'Oritia, la senyora de les tempestes a la muntanya. Quíone era germana de Zetes, Càlais i Cleòpatra.
Unida a Posidó, fou mare d'Eumolp, a qui al néixer, per evitar la ira del seu pare, va llançar al mar, on Posidó el va mantenir sota la seva protecció.